# Theodor von Cramer-Klett

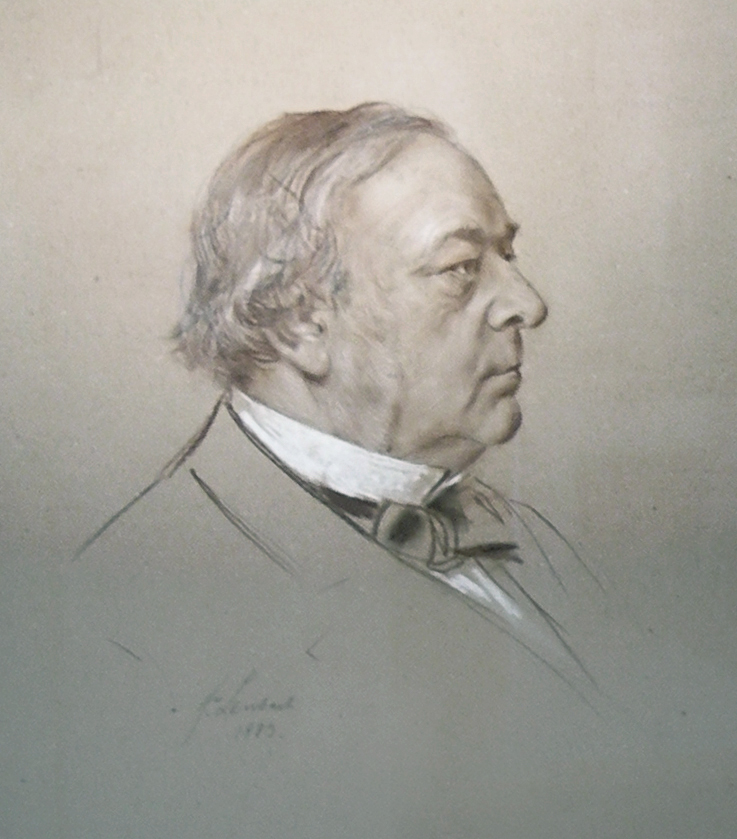
Franz von Lenbach: Theodor von Cramer-Klett, 1883

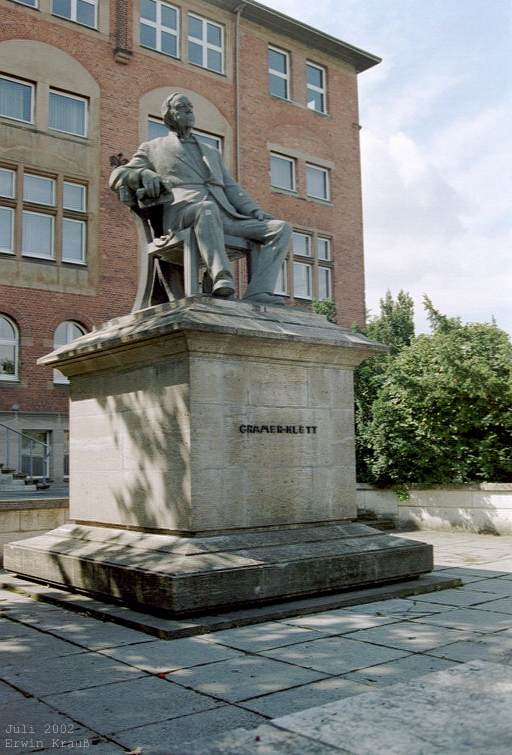
Cramer-Klett-Denkmal (bis 6. Dez. 2011) in der Nürnberger Frankenstraße

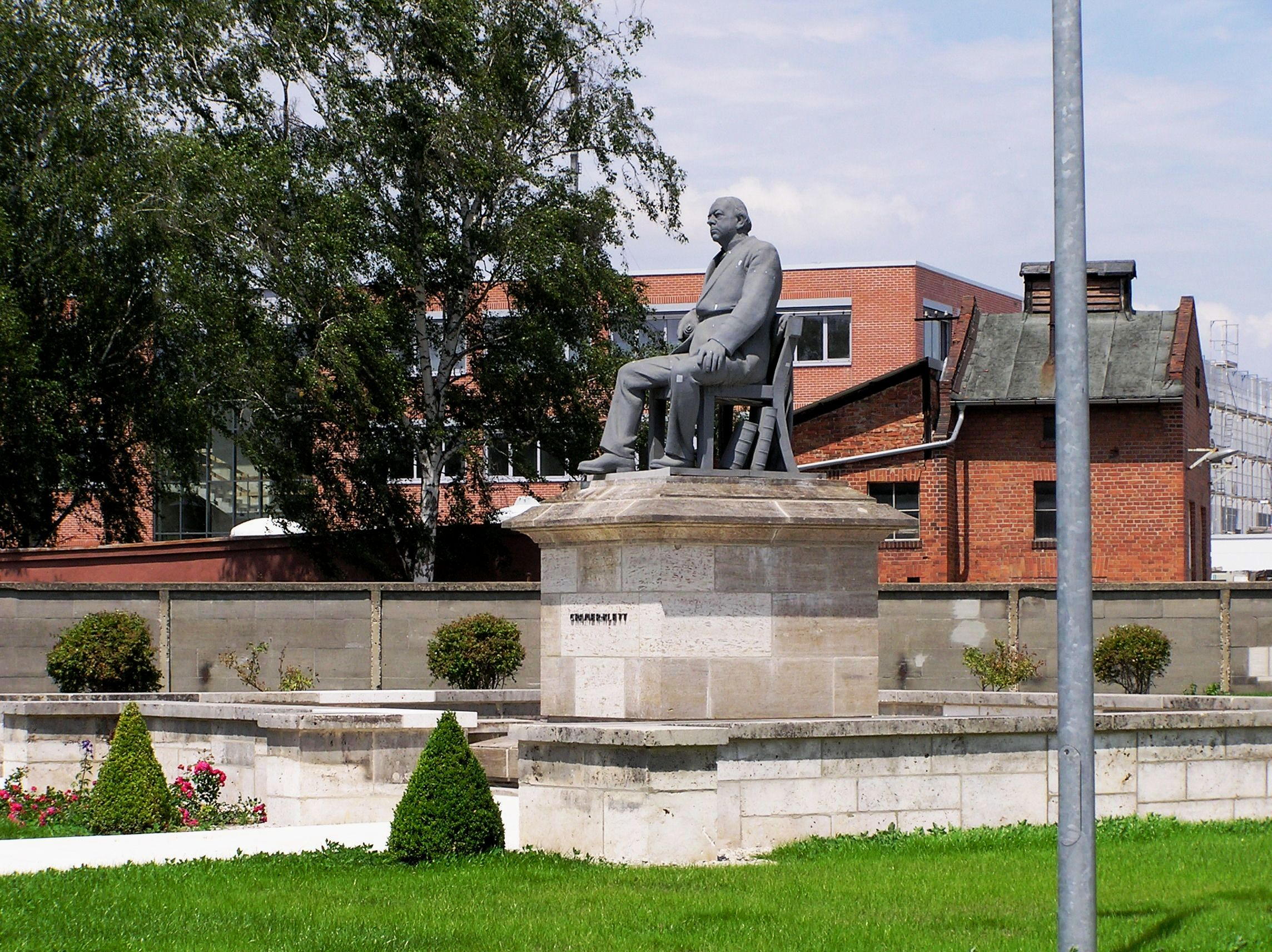
Denkmal (2012)

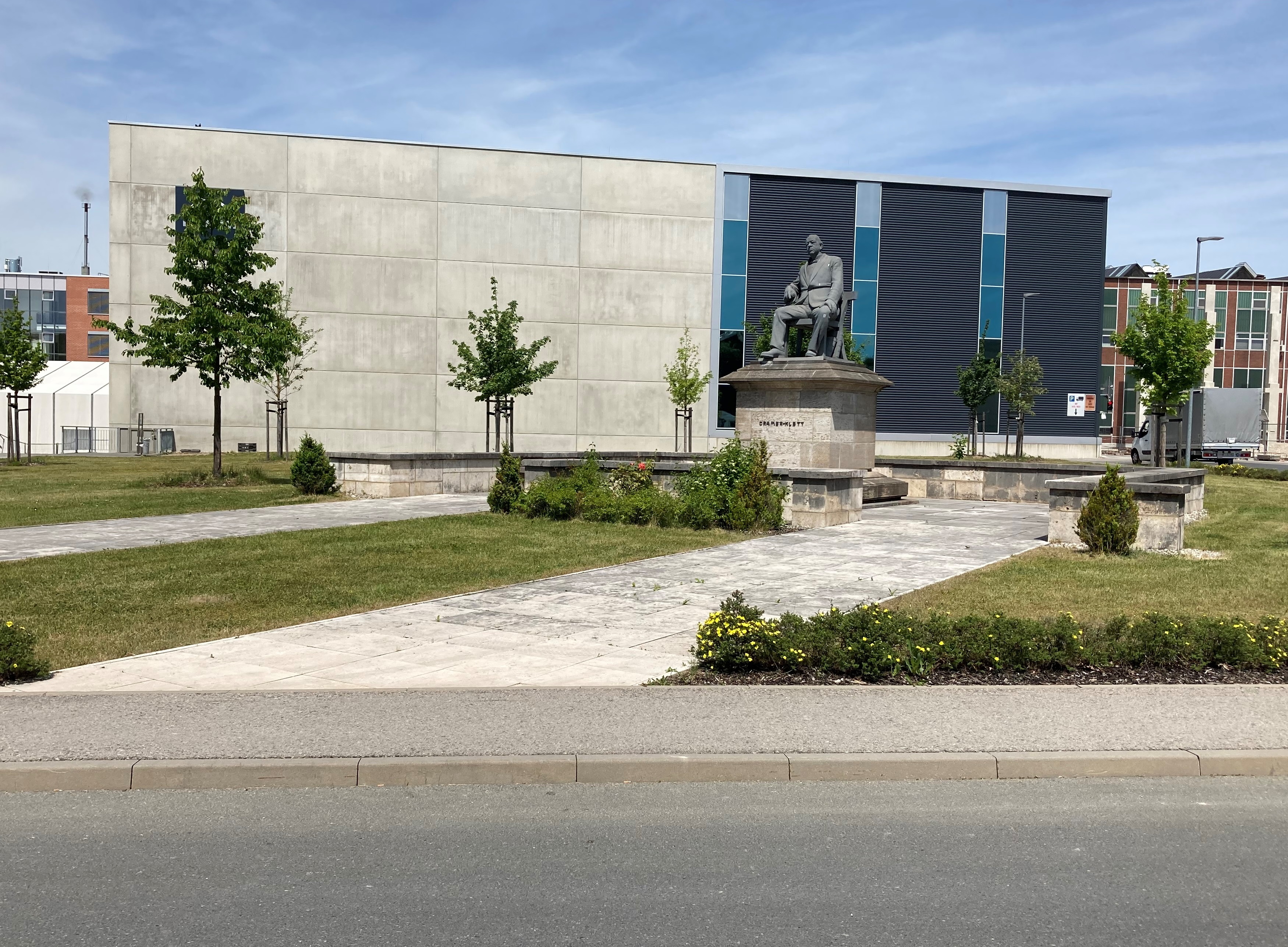
Das Cramer-Klett-Denkmal auf dem MAN-Werksgelände in Nürnberg (2022)

Theodor Cramer, ab 1847 Cramer-Klett, ab 1855 von Cramer-Klett, ab 1876 Freiherr von Cramer-Klett, (* 27. September 1817 in Nürnberg; † 5. April 1884 in Aschau im Chiemgau) war ein deutscher Kaufmann und Industrieller. Neben Joseph von Baader (1763–1835) und Joseph Anton von Maffei (1790–1870) gilt Cramer-Klett, in seiner Eigenschaft als Eigentümer der Maschinenbau Aktiengesellschaft Nürnberg, als einer der drei wichtigen Wegbereiter der Eisenbahn in Bayern. Als bedeutender Finanzier war er Gründer der Süddeutschen Bodencreditbank AG sowie Mitbegründer der Privatbank Merck, Christian & Co. (der späteren Merck Finck & Co) und der Münchener Rückversicherungs-Gesellschaft.

## Leben

### Herkunft, Ausbildung und berufliche Anfänge
Theodor Cramers Urgroßvater Johann Friedrich Cramer (1719–1763) war Pastor der luth. Gemeinde Werden an der Ruhr, heute ein Stadtteil von Essen. Pastor Cramer heiratete im Jahr 1750 Catharina Elisabeth Godefridi. Ein Sohn dieses Paares war Albert Johann Cramer (1751–1820), der nach Amsterdam auswanderte. Gemeinsam mit seinen in Nürnberg ansässig gewordenen Brüdern Arnold Friedrich Cramer (1753–1815) und Wilhelm Cramer (1762–1848) betrieb er einen Handel mit Kolonial- und Textilwaren. Ab Februar 1794 war Valentin Pfeifer, der aus Sommerau im Spessart stammte, Teilhaber der Firma Albert Johann Cramer in Amsterdam. Ab 1. Juli 1798 übernahm Valentin Pfeifer das Geschäft und führte es nun unter seinem Namen weiter. Das Verhältnis von Albert Johann Cramer zu Valentin Pfeifer war sehr persönlich. So wurde Cramer der Pate des Sohnes von Valentin und Maria Agnes Pfeifer, Albert Johann Pfeifer (* 18. Oktober 1802 in Amsterdam).
Theodor Cramers Großvater Arnold Friedrich Cramer (1753–1815) heiratete die Nürnberger Pfarrerstochter Juliana Degen (1759–1799). Kinder dieser Ehe waren Albert Johann Cramer (1784–1844), der Vater von Theodor, und Elise Cramer (1790–1862), die mit dem Nürnberger Marktvorsteher und Initiator der Ludwigseisenbahn, Georg Zacharias Platner (1781–1862), verheiratet war.
Theodor Cramer war der Sohn von Albert Johann Cramer (1784–1844) und Christina Falke (1787–1842). Vater Albert Johann Cramer war im familiären Handelsgeschäft tätig und kaufte 1831 ein Gelände am Schmausenbuck (Erhöhung am östlichen Rand von Nürnberg), um es in einen romantischen Vergnügungspark umzugestalten. Die Unternehmung scheiterte und verschuldet ging Albert Johann Cramer mit seiner Familie nach Wien. Dort beteiligte er sich an einer Seifenfabrik.
Theodor Cramer erwarb zunächst kaufmännische Kenntnisse im Geschäft des Vaters. 1837/38 absolvierte er ein Ausbildungsjahr im großen Prager Handels- und Bankhaus Lämel und besuchte dann ein Jahr lang in München Vorlesungen in Philosophie (Friedrich Wilhelm Joseph Schelling) und Naturwissenschaften (Justus Liebig).
Ende 1839 musste er nach Wien zurückkehren, um den kränkelnden Vater in der Seifenfabrik zu unterstützen. Doch schon 1840 übersiedelte er nach Genf, wo er in einem Bankhaus seine Kenntnisse des Finanzwesens vertiefte. In der Schweiz sowie auf Reisen nach Frankreich und Italien kam er in intensiven Kontakt mit liberal-demokratischen und auch frühsozialistischen Ideen.
1843 beschloss er, sich mit dem in Genf erworbenen kleinen Vermögen selbstständig zu machen, indem er die Verlagsbuchhandlung Bäumler erwarb. Dieser gliederte er 1844 den Friedens- und Kriegskurier an, den späteren Fränkischen Kurier, in dem er auch selbst politische Artikel publizierte. Erst 1849 gab er das Verlagsunternehmen auf Druck aus dem Stadtmagistrat ab.

### Übernahme der Nürnberger Maschinenfabrik und Eisengießerei J. F. Klett
Die entscheidende Wendung in seinem Leben trat 1847 durch seine Verheiratung mit Emilie Klett, der Tochter Johann Friedrich Kletts, ein. Johann Friedrich Klett war der Begründer einer Maschinenfabrik, die seit 1838 (zunächst mit Hilfe englischer Techniker) Eisenbahnmaterial, besonders Dampfmaschinen und Kessel, herstellte.
Theodor Cramer übernahm nach Kletts Tod 1847 die Maschinenfabrik und Eisengießerei J. F. Klett, die er 1865 in die Offene Handelsgesellschaft Maschinenbau-Gesellschaft Nürnberg Klett & Co. und 1873 schließlich in die Maschinenbau-Actiengesellschaft Nürnberg umwandelte. Mit dem hervorragenden Eisenbahnfachmann und genialen Erfinder Johann Ludwig Werder, den Cramer-Klett 1848 von der Konkurrenz abwarb und zum technischen Leiter machte, baute er das Unternehmen rasch zu einer der führenden Maschinenfabriken Deutschlands aus. Neben der Eisengießerei und der Produktion von Eisenbahnmaterial, Eisenbahnwaggons sowie Gewehren – alles möglichst in Massenfertigung – waren die Hauptarbeitsgebiete der Bau von Dampfmaschinen und Brücken (u. a. Isar-Hochbrücke bei Großhesselohe 1857; Rheinbrücke von Mainz nach Gustavsburg 1860–1862, die sogenannte Mainzer Südbrücke).
Darüber hinaus erwarb sich Cramer-Klett früh große Anerkennung durch Hochbauten in Glas und Eisen wie die Schrannenhalle in München 1851/52, den Wintergarten an der königlichen Residenz in München 1853 und die Würzburger Bahnhofshalle 1856. In Anerkennung der besonderen Leistung bei der nur 100 Tage beanspruchenden Errichtung des Glaspalastes für die Allgemeine Münchener Gewerbeausstellung 1854 (nach dem Vorbild des Londoner Kristallpalastes) wurde er im selben Jahr in den persönlichen Adelsstand erhoben.

### Finanzierungen und Bankengründungen
Cramer-Kletts große Fähigkeiten in den Bereichen Organisation und Menschenführung wurden ergänzt durch eine Leidenschaft für Finanzgeschäfte. So beteiligte er sich seit Mitte der 1850er Jahre an zahlreichen Eisenbahngesellschaften, indem er in deren Verwaltungsrat eintrat, beglich aber die Kapitaleinlagen nicht in bar, sondern durch Materiallieferungen seiner Unternehmen und sicherte sich auf diese Weise Aufträge und zugleich Liquidität. Die Handelsgesellschaft Klett & Co., über die er seine Finanzgeschäfte abwickelte, machte er nach und nach zu einer Holding, die „vollkommen die Merkmale einer Handels- und Industriebank aufwies“.
Bei seinen Finanztransaktionen kooperierte er, vor allem in den 1860er und 1870er Jahren, fast immer mit der ersten privaten Bank für Industriefinanzierungen auf Aktienbasis in Deutschland, der 1853 von rheinischen Industriellen und Bankiers, an der Spitze Gustav von Mevissen, gegründeten Bank für Handel und Industrie, wegen ihres Standorts auch Darmstädter Bank genannt. Gemeinsam mit der Darmstädter Bank gründete Cramer-Klett unter anderem Privatbanken in der Form von Kommanditen in Wien (1867), Stuttgart (1869), München (1870), Kassel (1873) und Mailand (1873) sowie 1871 die Süddeutsche Bodencreditbank AG in München. Für die Gründung der Kommandite in München entsandte er seinen Rechtsbeistand Heinrich Merck, dessen Position in Nürnberg er dem jungen Advokaten Hermann Pemsel übertrug, seit 1872 mit Generalvollmacht ausgestattet. Die Münchener Kommandite Merck, Christian & Co. entwickelte sich unter dem überaus fähigen Prokuristen Wilhelm Finck bald zu einer der führenden deutschen Privatbanken. Die Kommanditen in Kassel und Mailand überstanden dagegen die Wirtschaftskrise der 1870er Jahre nicht.

### Gründung der Münchener Rückversicherungs-Gesellschaft
Seine bedeutendste finanzielle Initiative war zweifellos die Gründung der Münchener Rückversicherungs-Gesellschaft im Jahre 1880. Der umtriebige Generalagent der Versicherungsgesellschaft Thuringia, Carl Thieme, hatte 1879 die Idee zur Gründung einer Hagelversicherung an Cramer-Klett herangetragen, die dieser allerdings verwarf. Das im Winter 1879/80 nachgereichte Projekt einer Rückversicherung überzeugte ihn und seine Berater dann jedoch, weil der Versicherungsbedarf deutscher Erstversicherer damals, wie Thieme belegen konnte, fast ausschließlich durch englische, französische und Schweizer Unternehmen abgedeckt wurde.
Schon kurze Zeit später hatte Hermann Pemsel die Statuten des zu gründenden Unternehmens ausgearbeitet und beantragte am 6. März 1880 zusammen mit Wilhelm Finck die Konzessionierung durch die bayerische Regierung. Das Gründungskapital von 3 Mio. Mark, zu 40 % sofort eingezahlt, brachten die mit Cramer-Klett seit langem liierten Banken (Bank für Handel und Industrie sowie Merck, Finck & Co), die Finanzholding Klett & Co., die persönlichen Vertrauten (Wilhelm Finck, Philipp Schmidt-Polex, Friedrich von Schauss, Hermann Pemsel) und der künftige Vorstand Carl Thieme auf. Wilhelm Finck und Hermann Pemsel als sein Vertreter übernahmen den Vorsitz des Aufsichtsrats, der sich von Beginn an intensiv auch im Tagesgeschäft engagierte.
Das Unternehmen wuchs rasch, war schon 10 Jahre später Weltmarktführer und schuf sich 1890 mit der Gründung der Allianz Versicherungs-Aktiengesellschaft in Berlin ein starkes Standbein im Erstversicherungsgeschäft.

### Erwerb der Herrschaft Hohenaschau
Bis zum Tode Emilie Kletts 1866 war die erste Ehe Cramer-Kletts kinderlos geblieben. Es war für ihn eine freudige Überraschung, als ihm seine zweite Frau, die Apothekerstochter Elisabeth Curtze aus Worms, im achten Ehejahr 1874 einen Sohn gebar. Frau und Sohn sollten finanziell abgesichert sein; deshalb bemühte sich Cramer-Klett in den Folgejahren um ein solides Erbe. Das schien ihm angesichts der aktuellen Wirtschafts- und Finanzkrise durch die teilweise mit Problemen kämpfenden Industrie- und Bankbeteiligungen nicht ausreichend gegeben, während Grundbesitz sicherer wirkte und zugleich ungleich höheres Prestige besaß.
Deshalb erwarb er 1875 von der mit ihrem Hammerwerk in wirtschaftliche Schieflage geratenen Gewerkschaft Achthal-Hammerau die umfangreiche Herrschaft Hohenaschau (ehemaliger Besitz der Grafen von Preysing) im Chiemgau, die er zu einem Mustergut ausbauen ließ. Das dazugehörende und stark verfallene Schloss Hohenaschau hat er nie bewohnt, vielmehr verbrachte er seine häufigen und gegen Ende seines Lebens auch über viele Monate andauernden Aufenthalte im Gutshaus in Aschau. Es gehörte zu den wichtigsten Aufgaben seines juristischen Vertreters Pemsel, die Herrschaft während der Folgejahre durch Ergänzungskäufe und vor allem zahlreiche Ablösungen von Alm- und Weiderechten zu arrondieren.
In Anerkennung seiner wirtschaftlichen Leistungen und der Bemühungen um die Wohlfahrt seiner Arbeiter, so die offizielle Begründung, nicht zuletzt aber, da die Herrschaft Hohenaschau die erforderliche Größenordnung aufwies, verlieh der bayerische König Cramer-Klett 1876 die erbliche Freiherren-Würde und gestattete ihm, Hohenaschau in den Rechtsstatus eines Familienfideikommiss-Besitzes zu überführen.

### Tod und Vermächtnis

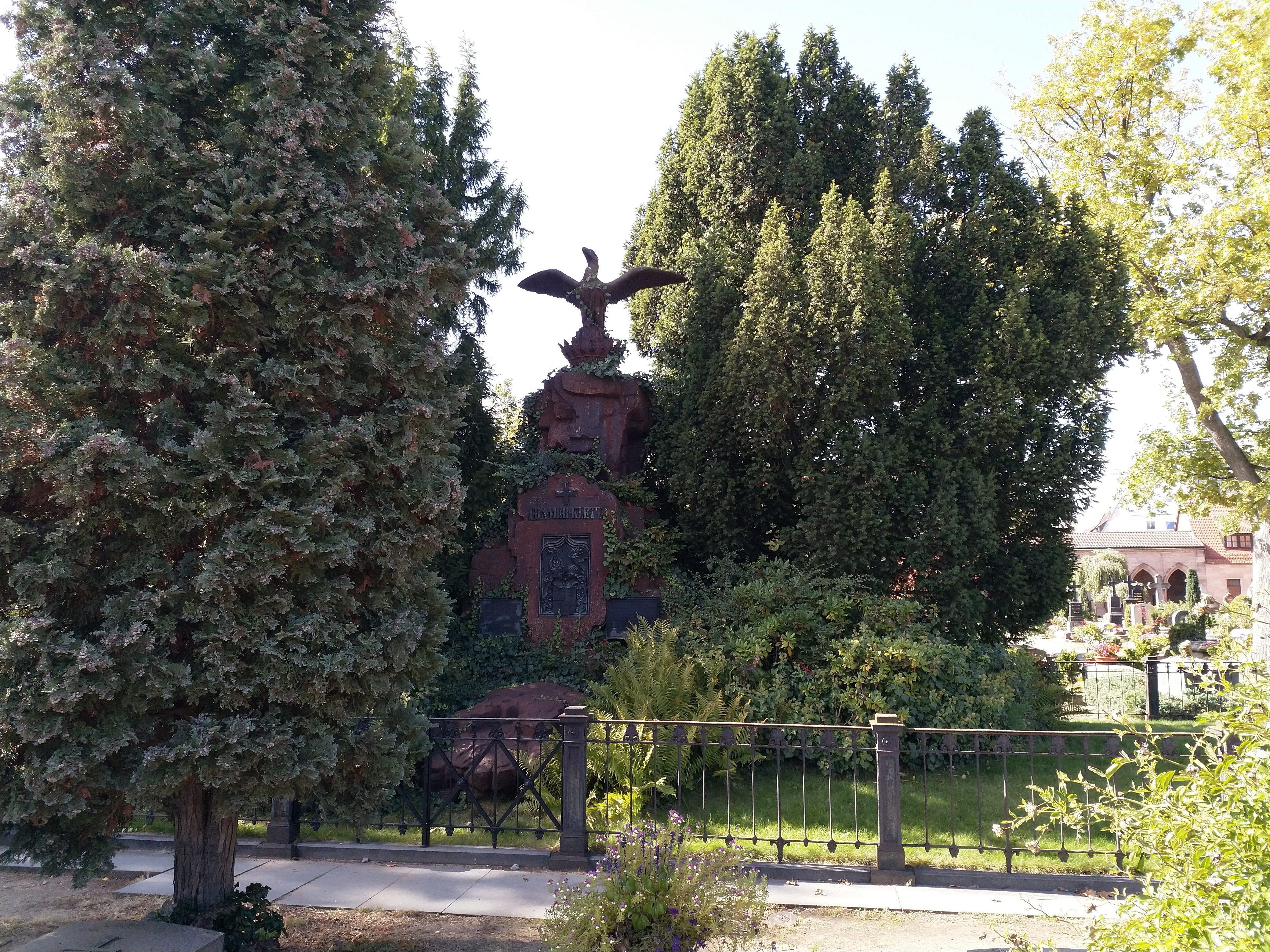
Grabstätte Kramer-Kletts auf dem Johannisfriedhof

Theodor von Cramer-Klett starb nach langem Siechtum am 5. April 1884 in Aschau. An seinem Sterbebett stand neben seiner Familie Wilhelm von Finck, dem der Verstorbene ein väterlicher Freund gewesen war. Wilhelm Finck führte zusammen mit Hermann Pemsel, Friedrich Hensolt und Jean Kempf (den leitenden Herren in der Maschinenfabrik Nürnberg), Gustav von Schlör (alter Freund und Teilhaber in der Firma Klett & Co.) sowie der Witwe die Geschäfte Cramer-Kletts weiter. Diesen Personen hatte Cramer-Klett auch die Vormundschaft für den bei seinem Tode erst zehnjährigen Sohn „Theodor II.“ übertragen.
1898, 15 Jahre nach Cramer-Kletts Tod, wurde durch Zusammenschluss mit der 1840 gegründeten Maschinenfabrik Augsburg AG die Maschinenfabrik Augsburg-Nürnberg AG (MAN) gegründet.
Sein Grab befindet sich auf dem Johannisfriedhof in Nürnberg.

## Soziales Engagement
Cramer-Klett repräsentierte den Typ des patriarchalischen Unternehmers, der „Herr in seinem Haus“ sein wollte, aber zahlreiche soziale Einrichtungen in seinen Unternehmen (z. B. Bau von Arbeiterwohnungen und Errichtung einer Fabrikschule) und im öffentlichen Raum schuf bzw. unterstützte (z. B. das Künstlerhaus sowie die Albrecht-Dürer-Haus-Stiftung in Nürnberg).
Hervorzuheben ist sein finanzielles wie auch persönliches starkes Engagement für die Errichtung eines Gewerbemuseums in Nürnberg nach dem Vorbild des Pariser Conservatoire des arts et des métiers bzw. des Londoner Kensington Museums, das der Nürnberger Magistrat nur halbherzig unterstützte. Cramer-Klett verfolgte dieses Projekt seit Ende der 1860er Jahre lange Zeit nicht nur durch große Spenden, sondern vor allem auch durch die Bestellung Hermann Pemsels, damals noch Konzipient in der Kanzlei seines Vaters in Erlangen, zum Geschäftsführer des Gründungskomitees im Frühjahr 1869, für das herausragende Persönlichkeiten aus ganz Bayern und potente Geldgeber gewonnen werden mussten. Die schließlich – nicht zuletzt dank Pemsels Verhandlungsgeschick – auch von der bayerischen Regierung unterstützte Initiative war erfolgreich; mit Jahresbeginn 1872 konnte das Museum seine Tätigkeit aufnehmen.
Ein weiteres soziales Engagement war die 1866 ins Leben gerufene Polytechnikums-Stiftung mit 4400 Gulden für Studierende. So wurden 1874 von 37 Bewerbern 22 mit 150 bis 500 Gulden bedacht.

## Ehrungen
- 1854 persönlicher Adelsstand
- 1876 erblicher Freiherrenstand
- Die Arbeitersiedlung in Gustavsburg trägt seinen Namen Cramer-Klett-Siedlung.
- Im Nürnberger Stadtteil Wöhrd, in dem die Maschinenfabrik Nürnberg entstanden war, sind eine Straße und ein Park nach Cramer-Klett benannt.
- In der Frankenstraße in Nürnberg befand sich seit 1940 bis zum 6. Dezember 2011 die überlebensgroße Statue Cramer-Kletts, von Richard Knecht, Guss der Kunstgießerei Hermann Noack. Die monumentale Sitzfigur aus Aluminiumguss auf hohem Kalksteinsockel mit Ummauerung befindet sich seit Anfang 2012 auf dem Werksgelände des MAN-Motorenwerks in Nürnberg.
- Beim Verein Deutscher Ingenieure (VDI) wird seit 2002 alle zwei Jahre der nach Cramer-Klett benannte Theodor von Cramer-Klett-Preis verliehen.[19]